# Росткі-Дацьбоґі
Росткі-Дацьбоґі (пол. Rostki-Daćbogi) — село в Польщі, у гміні Заремби-Косьцельні Островського повіту Мазовецького воєводства. Населення — 69 осіб (2011).
У 1975—1998 роках село належало до Ломжинського воєводства.

## Демографія
Демографічна структура станом на 31 березня 2011 року:
|          | Загалом | Допрацездатний вік | Працездатний вік | Постпрацездатний вік |
| -------- | ------- | ------------------ | ---------------- | -------------------- |
| Чоловіки | 35      | 7                  | 25               | 3                    |
| Жінки    | 34      | 6                  | 23               | 5                    |
| Разом    | 69      | 13                 | 48               | 8                    |